# École des technologies numériques appliquées
École des technologies numériques appliquées (ETNA) – francuska prywatna uczelnia w Ivry-sur-Seine, specjalizująca się w telekomunikacji i informatyce. Nauczanie w szkole obejmuje m.in. elektronikę, przetwarzanie sygnałów, inżynierię informatyczną, techniki sieciowe oraz ekonomię.
ETNA została założona w 2004 roku.